# Tithraustes coniades
Tithraustes coniades är en fjärilsart som beskrevs av Druce 1893. Tithraustes coniades ingår i släktet Tithraustes och familjen tandspinnare. Inga underarter finns listade i Catalogue of Life.